# Ранній Азімов, або Одинадцять років спроб
«Ранній Азімов» (англ. The Early Asimov) — збірка науково-фантастичних оповідань американського письменника Айзека Азімова, опублікувана в 1972 році американським видавництвом «Doubleday».

## Зміст
| Назва                                              | назва                                                   | рік  | тема     |
| -------------------------------------------------- | ------------------------------------------------------- | ---- | -------- |
| Небезпека Калісто                                  | The Callistan Menace                                    | 1940 |          |
| Навколо Сонця                                      | Ring Around the Sun                                     | 1940 |          |
| Чудовий винахід                                    | The Magnificent Possession                              | 1940 |          |
| Маятник                                            | Trends                                                  | 1939 |          |
| Занадто страшна зброя                              | The Weapon Too Dreadful to Use                          | 1939 |          |
| Інок Вічного вогню                                 | Black Friar of the Flame                                | 1942 |          |
| Напівкровка                                        | Half-Breed                                              | 1940 |          |
| Таємне відчуття                                    | The Secret Sense                                        | 1941 |          |
| Homo Sol                                           | Homo Sol                                                | 1940 | Homo Sol |
| Напівкровки на Венері                              | Half-Breeds on Venus                                    | 1940 |          |
| Уявні величини                                     | The Imaginary                                           | 1942 | Homo Sol |
| Спадковість                                        | Heredity                                                | 1941 |          |
| Історія                                            | History                                                 | 1941 |          |
| Різдво на Ганімеді                                 | Christmas on Ganymede                                   | 1942 |          |
| Чоловік в метро                                    | The Little Man on the Subway                            | 1950 |          |
| Розіграш                                           | The Hazing                                              | 1942 | Homo Sol |
| Супер-нейтрон                                      | Super-Neutron                                           | 1941 |          |
| Не назавжди!                                       | Not Final!                                              | 1941 |          |
| Судові процедури                                   | Legal Rites                                             | 1950 |          |
| Коти часу                                          | Time Pussy                                              | 1942 |          |
| Автора! Автора!                                    | Author! Author!                                         | 1964 |          |
| Смертний вирок                                     | Death Sentence                                          | 1943 |          |
| Глухий кут                                         | Blind Alley                                             | 1945 |          |
| Нема зв'язку                                       | No Connection                                           | 1948 |          |
| Ендохронні властивості ресублімованого тіотімоліна | The Endochronic Properties of Resublimated Thiotimoline | 1948 |          |
| В погоні за Червоною королевою                     | The Red Queen's Race                                    | 1949 |          |
| Мати Земля                                         | Mother Earth                                            | 1949 |          |